# Fort Weisenau

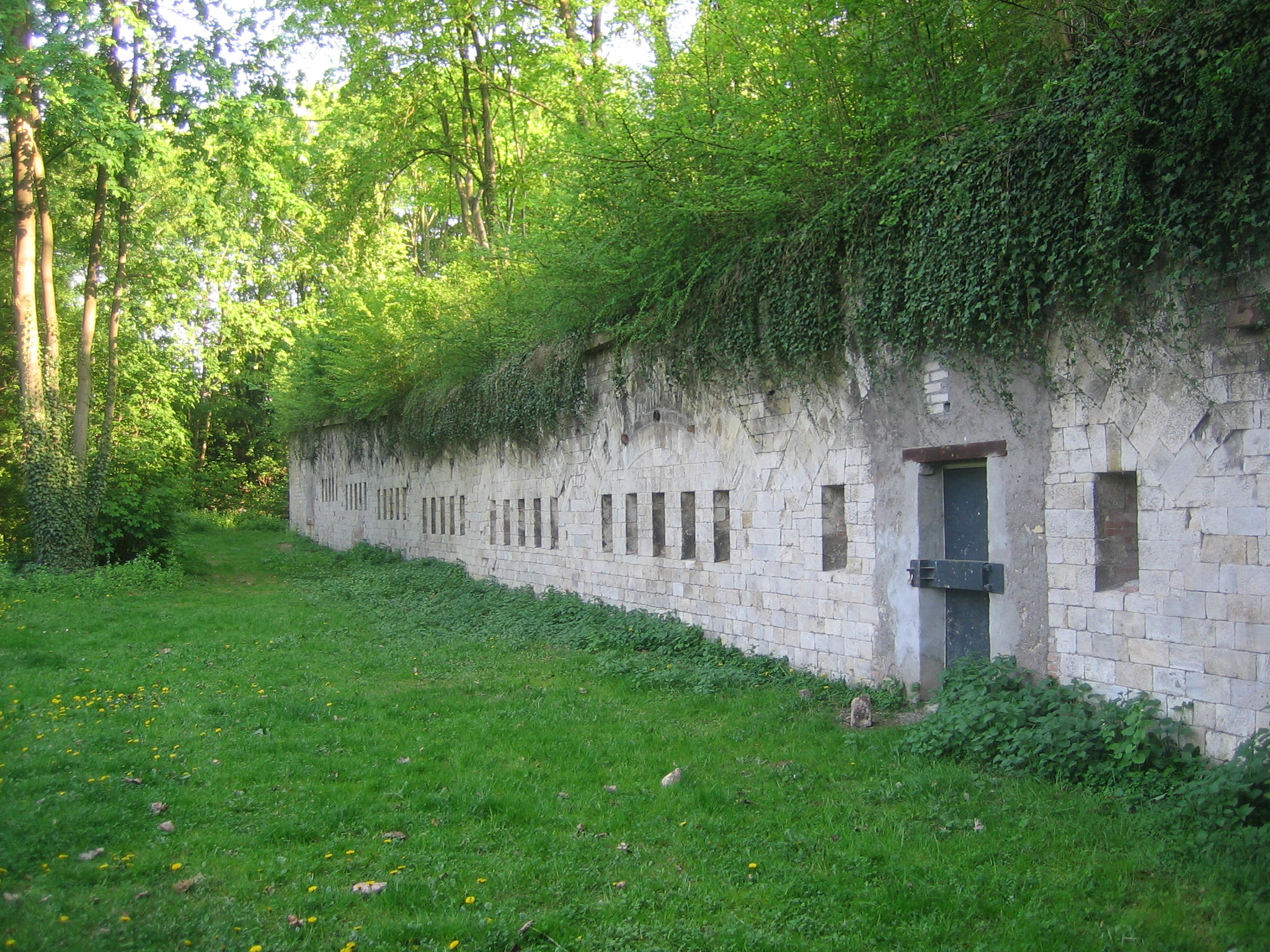
Ostflanke des Forts Weisenau. Insgesamt fünfzehn Joche formen den geknickten Verlauf der Flanke. Den Jochen mit Trennwänden entsprechen die in Gelbsandsteinquadermauerwerk aufgeführten Konstruktionsstichbögen mit je fünf Schlitzfenstern.

Das Fort Weisenau war ein Teil der Festung Mainz und das Bollwerk, das die Stadt Mainz nach Süden hin angrenzend zum Rhein schützte. Reste des Forts können noch heute im Randbereich des Volksparks Mainz entdeckt werden.
Das Fort Weisenau wurde 1826 bis 1831 von österreichischen Pionieren nach Plänen des Ingenieurobersten (später General) Franz von Scholl unter der Leitung des Ingenieurhauptmanns Edler Nicolas von Kleindorf errichtet.

## Historie
Basierend auf Plänen der französischen Geniedirection hatten österreichische Truppen bereits nach der Belagerung von Mainz (1793) zwischen 1793 und 1797 eine äußere Enceinte mit Lünetteneinschnitten für die Weisenauer Schanze errichtet, um diese Schwachstelle besser zu schützen. Nach dem Frieden von Campo Formio kam Mainz dauerhaft an Frankreich und wurde zwar von französischen Festungsbauern verstärkt, die jedoch diesen, den südlichen Landabschnitt, zugunsten der Rheinfront nach Norden hin, vernachlässigten.

## Bundesfestung

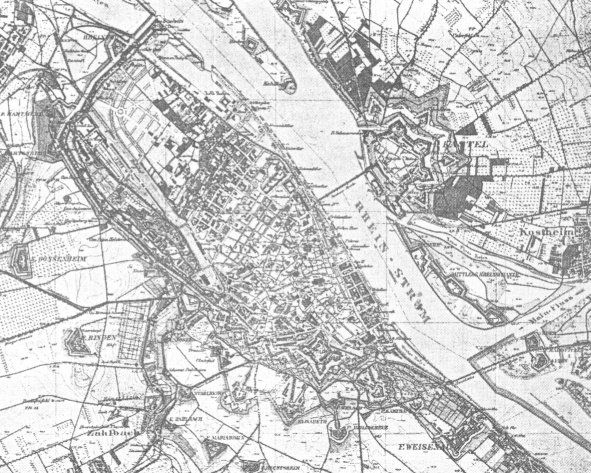
Stadtplan von Mainz 1890, Fort Weisenau als südlichster Zipfel

Mit der Übergabe der Festung Mainz im Jahre 1825 an den Deutschen Bund wurde ein weiterer umfangreicher Ausbau der gesamten Festungsanlage beschlossen, deren Konzept auf einer räumlich tiefgreifenden Verteidigungszone für die Festung aufbaute. Hierfür wurde ein System detachierter Forts entwickelt.
Allein der Erdaushub beschäftigte damals noch 420 Arbeiter. Einschließlich der drei zweigeschossigen Reduits erstreckte sich das Fort auf einer Breite von 250 m vom Weisenauer Hang bis zur heutigen Göttelmannstraße. Die neue Form der Anordnung von mehrgeschossigen Geschützetagen in polygonalen oder runden Kavalieren in tiefer gelegten Türmen geht auf die österreichische Geniedirektion zurück. Fort Weisenau ist mit Eskarpengalerien und Kasematten (Reduits) ausgestattet. Diese Festungsbauweise galt bis zur Jahrhundertwende noch als außergewöhnlich wehrhaft. Die Kosten für das Fort wurden aus den erheblichen Reparationszahlungen im Zuge des Zweiten Pariser Friedens bestritten.

## Niedergang
Entsprechend den Bedingungen des Friedensvertrags von Versailles wurde das Fort Weisenau 1922 geschleift. Die frei gewordene Fläche konnte erst ab 1930, nach der Beendigung der Alliierten Rheinlandbesetzung, genutzt werden. Einzelne Kasematten blieben bis heute erhalten. Völlig erhalten ist die Eskarpengalerie an der Ostflanke des Forts (rheinseitig). Oberirdisch ist noch die Eskarpeneinfriedung zum Hinterfeld mit einem Zugangsportal erkennbar. Insgesamt fünfzehn Joche formen ihren geknickten Verlauf. Den Jochen mit Trennwänden entsprechen die in Gelbsandsteinquadermauerwerk aufgeführten Konstruktionsstichbögen mit je 5 Schlitzfenstern. Die Galerie war mittels Korridoren an die drei Reduits angeschlossen. Nach der Schleifung des Forts wurden diese Verbindungen jedoch zerstört.
Die erhaltenen Reste wurden 1993 unter Oberbürgermeister Herman-Hartmut Weyel unter Denkmalschutz gestellt.